# Gare d'Audruicq
La gare d'Audruicq est une gare ferroviaire française de la ligne de Lille aux Fontinettes, située sur le territoire de la commune d'Audruicq dans le département du Pas-de-Calais, en région Hauts-de-France. 
C'est une gare de la Société nationale des chemins de fer français (SNCF), desservie par des trains TER Hauts-de-France.

## Situation ferroviaire
Établie à 10 mètres d'altitude, la gare d'Audruicq est située au point kilométrique (PK) 86,881 de la ligne de Lille aux Fontinettes entre les gares de Ruminghem et de Nortkerque.

## Histoire
Le 22 décembre 1940, Hitler descend de son train spécial à la gare d'Audruicq en provenance de Belgique pour une inspection des troupes et de l'artillerie allemande dans le Boulonnais où il passera Noël avec les soldats,.

## Service des voyageurs

### Accueil
Gare SNCF, elle dispose d'un bâtiment voyageurs, avec guichet, ouvert du lundi au samedi et fermé les dimanches et jours fériés. Elle est équipée d'un automate pour l'achat de titres de transport.

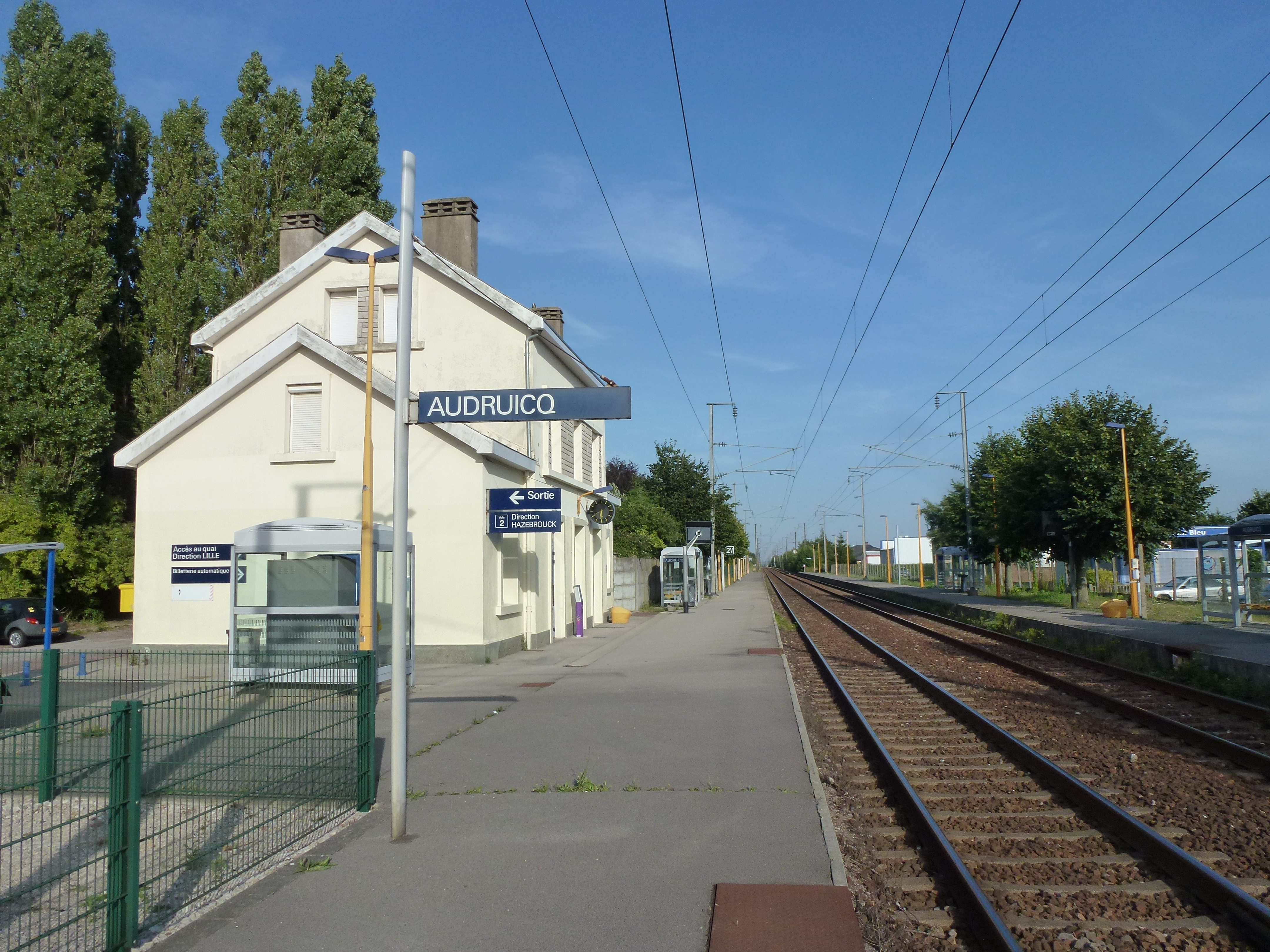
Le bâtiment voyageurs et les quais
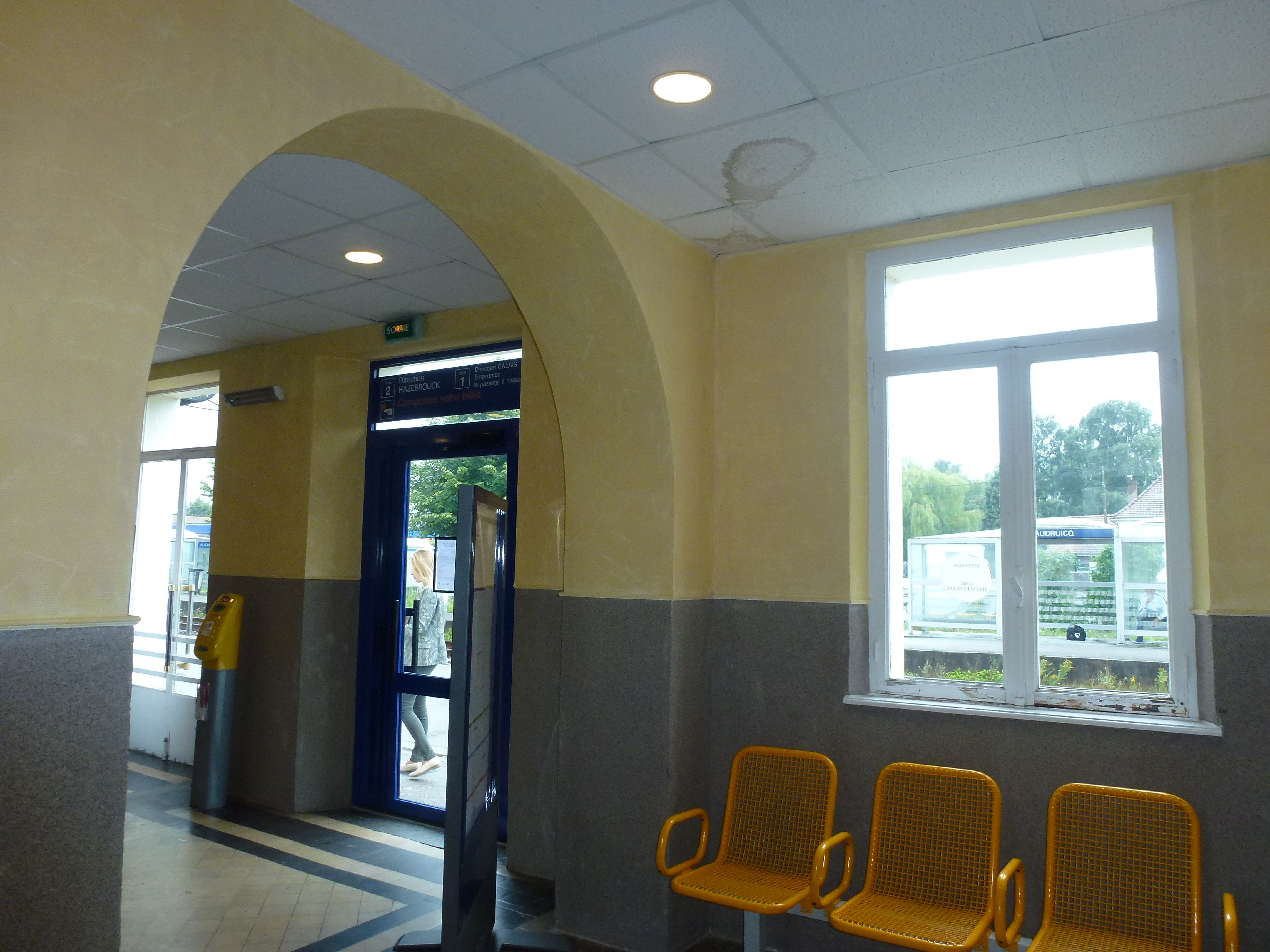
L'intérieur de la gare

### Desserte
Audruicq est desservie par des trains TER Hauts-de-France qui effectuent des missions entre les gares de Lille-Flandres, ou d'Hazebrouck, et de Calais-Ville.

### Intermodalité
Un parc pour les vélos et un parking pour les véhicules y sont aménagés.